# Maria Giuseppina di Harrach-Rohrau
Maria Giuseppa di Harrach-Rohrau (nome completo Maria Josepha Barbara Waldburga Hildegardis; Vienna, 20 novembre 1727 – Roudnice nad Labem, 15 febbraio 1788) è stata principessa consorte del Liechtenstein dal 1744 al 1748, come moglie di Giovanni Nepomuceno Carlo.

## Biografia
La contessa Maria Giuseppa nacque a Vienna nel 1727, settima dei sedici figli di Federico Augusto e della principessa Maria Eleonora del Liechtenstein.
Il 19 marzo 1744 sposò Giovanni Nepomuceno Carlo del Liechtenstein, suo cugino di primo grado, ma rimase vedova dopo quattro anni di matrimonio.
Sposò in seconde nozze il 28 novembre del 1752 il militare e diplomatico Joseph Maria von Lobkowicz (1724-1802), figlio del principe Georg Christian (1686-1755) e di Maria Henriette von Waldstein (1702-1780).
Morì all'età di 60 anni a Roudnice nad Labem e venne tumulata nella locale chiesa dei cappuccini, ma la sua tomba non è più esistente.

## Discendenza
Maria Giuseppa di Harrach-Rohrau e Giovanni Nepomuceno Carlo del Liechtenstein ebbero due figlie e un figlio:
- Principessa Marianna (ottobre 1745 - 27 aprile 1752);
- Principe Giovanni Giuseppe (5 maggio 1747 - 20 maggio 1747);
- Principessa Antonia (1749-1813).

Con il secondo marito Joseph Maria von Lobkowicz ebbe due figlie e due figli:
- Principessa Maria Eleonore (16 marzo 1753 - 20 marzo 1802);
- Principe Joseph Bernard (20 agosto 1754 - 21 aprile 1768);
- Principessa Josepha (8 agosto 1756 - 4 settembre 1823);
- Principe Ferdinand (15 novembre 1759 - 14 aprile 1761).

## Ascendenza
|                                     |                                |                                           | Genitori                                      |  |  | Nonni |  |  | Bisnonni                            |  |  | Trisnonni                  |  |
|                                     |                                |                                           |                                               |  |  |       |  |  | Ferdinand Bonaventura I von Harrach |  |  | Otto Friedrich von Harrach |  |
|                                     |                                |                                           |                                               |  |  |       |  |  | Ferdinand Bonaventura I von Harrach |  |  | Otto Friedrich von Harrach |  |
|                                     |                                | Lavinia Tecla Gonzaga                     |                                               |  |  |       |  |  | Ferdinand Bonaventura I von Harrach |  |  |                            |  |
| Aloys Thomas Raimund von Harrach    |                                |                                           |                                               |  |  |       |  |  | Ferdinand Bonaventura I von Harrach |  |  |                            |  |
|                                     |                                | Johanna Theresia Lamberg                  | Johann Maximilian von Lamberg                 |  |  |       |  |  |                                     |  |  |                            |  |
|                                     |                                | Johanna Theresia Lamberg                  | Johann Maximilian von Lamberg                 |  |  |       |  |  |                                     |  |  |                            |  |
|                                     |                                | Johanna Theresia Lamberg                  | Judith Rebecca von Wrbna und Freudenthal      |  |  |       |  |  |                                     |  |  |                            |  |
| Federico Augusto di Harrach-Rohrau  |                                | Johanna Theresia Lamberg                  |                                               |  |  |       |  |  |                                     |  |  |                            |  |
|                                     |                                | Johann Joseph Ignaz von Thannhausen       | Johann Anton von Thannhausen                  |  |  |       |  |  |                                     |  |  |                            |  |
|                                     |                                | Johann Joseph Ignaz von Thannhausen       | Johann Anton von Thannhausen                  |  |  |       |  |  |                                     |  |  |                            |  |
|                                     |                                | Johann Joseph Ignaz von Thannhausen       | Maria Barbara von Mörsperg                    |  |  |       |  |  |                                     |  |  |                            |  |
| Anna Cäcilia von Thannhausen        |                                | Johann Joseph Ignaz von Thannhausen       |                                               |  |  |       |  |  |                                     |  |  |                            |  |
|                                     |                                | Anna Eleonore Truchseß von Wetzhausen     | Erhard Ferdinand Truchseß von Wetzhausen      |  |  |       |  |  |                                     |  |  |                            |  |
|                                     |                                | Anna Eleonore Truchseß von Wetzhausen     | Erhard Ferdinand Truchseß von Wetzhausen      |  |  |       |  |  |                                     |  |  |                            |  |
|                                     |                                | Anna Eleonore Truchseß von Wetzhausen     | Maria Elisabeth von Wagensperg                |  |  |       |  |  |                                     |  |  |                            |  |
| Maria Giuseppa di Harrach-Rohrau    |                                | Anna Eleonore Truchseß von Wetzhausen     |                                               |  |  |       |  |  |                                     |  |  |                            |  |
|                                     | Hartmann III del Liechtenstein | Gundacaro del Liechtenstein               |                                               |  |  |       |  |  |                                     |  |  |                            |  |
|                                     | Hartmann III del Liechtenstein | Gundacaro del Liechtenstein               |                                               |  |  |       |  |  |                                     |  |  |                            |  |
|                                     | Hartmann III del Liechtenstein | Agnese della Frisia orientale             |                                               |  |  |       |  |  |                                     |  |  |                            |  |
| Antonio Floriano del Liechtenstein  | Hartmann III del Liechtenstein |                                           |                                               |  |  |       |  |  |                                     |  |  |                            |  |
|                                     |                                | Sidonia Elisabetta di Salm-Reifferscheidt | Ernst Friedrich zu Salm-Reifferscheidt        |  |  |       |  |  |                                     |  |  |                            |  |
|                                     |                                | Sidonia Elisabetta di Salm-Reifferscheidt | Ernst Friedrich zu Salm-Reifferscheidt        |  |  |       |  |  |                                     |  |  |                            |  |
|                                     |                                | Sidonia Elisabetta di Salm-Reifferscheidt | Maria Ursula zu Leiningen-Dagsburg-Falkenburg |  |  |       |  |  |                                     |  |  |                            |  |
| Maria Eleonora del Liechtenstein    |                                | Sidonia Elisabetta di Salm-Reifferscheidt |                                               |  |  |       |  |  |                                     |  |  |                            |  |
|                                     |                                | Michael Oswald von Thun-Hohenstein        | Johann Sigmund von Thun-Hohenstein            |  |  |       |  |  |                                     |  |  |                            |  |
|                                     |                                | Michael Oswald von Thun-Hohenstein        | Johann Sigmund von Thun-Hohenstein            |  |  |       |  |  |                                     |  |  |                            |  |
|                                     |                                | Michael Oswald von Thun-Hohenstein        | Anna Margaretha von Wolkenstein-Trostburg     |  |  |       |  |  |                                     |  |  |                            |  |
| Eleonora Barbara di Thun-Hohenstein |                                | Michael Oswald von Thun-Hohenstein        |                                               |  |  |       |  |  |                                     |  |  |                            |  |
|                                     |                                | Elisabeth von Lodron                      | Christoph von Lodron                          |  |  |       |  |  |                                     |  |  |                            |  |
|                                     |                                | Elisabeth von Lodron                      | Christoph von Lodron                          |  |  |       |  |  |                                     |  |  |                            |  |
|                                     |                                | Elisabeth von Lodron                      | Katharina zu Spaur und Flavon                 |  |  |       |  |  |                                     |  |  |                            |  |
|                                     |                                | Elisabeth von Lodron                      |                                               |  |  |       |  |  |                                     |  |  |                            |  |